# Walter Röhrig

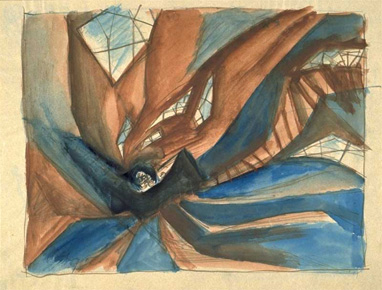
Entwurf für Das Cabinet des Dr. Caligari (1919)

Richard Robert Walter Röhrig (* 13. April 1887 in Berlin; † 6. Dezember 1945 in Caputh) war einer der bedeutendsten deutschen Filmarchitekten.

## Leben
Röhrig hatte sich in Berlin und Zürich theoretisch und praktisch ausbilden lassen und sich an Theatern beider Städte als Kulissenmaler betätigt. Nebenher war er auch als Kunstmaler tätig. Im Jahr 1919 debütierte Walter Röhrig beim Film an der Seite des führenden Szenenbildners jener Jahre, Hermann Warm, der ihn für die umfangreichen Malarbeiten zu Otto Ripperts opulentem Sittenbild aus der Renaissance, Die Pest in Florenz, holte. An der Seite Warms arbeitete Röhrig noch im selben Jahr auch an dem Meisterwerk des filmischen Expressionismus, Robert Wienes Das Cabinet des Dr. Caligari.
Während der Dreharbeiten zu dem Film Masken (1920) lernte Röhrig den jungen Nachwuchskollegen Robert Herlth kennen. Für die kommenden 16 Jahren bildeten beide Szenenbildner ein festes Gespann. Das Architektenteam stattete einige der berühmtesten Qualitätsproduktionen – von 1923 bis 1936 ausschließlich für die UFA – der deutschen Filmgeschichte aus. Das Duo beschränkte sich zunächst auf künstlerisch hochwertige und aufwändige Großproduktionen wie Arthur von Gerlachs Zur Chronik von Grieshuus, F. W. Murnaus Der letzte Mann, Tartüff und Faust sowie Hans Kysers Luther – Ein Film der deutschen Reformation – Filme von Weltgeltung, bei denen das Gespann Röhrig/Herlth vor die architektonisch unterschiedlichsten Aufgaben gestellt wurden.
Im Jahr 1928 engagierte Murnau, der inzwischen nach Hollywood ausgewandert war, Röhrig für die Entwürfe zu seiner zweiten US-Inszenierung, Vier Teufel. Mit Anbruch des Tonfilm-Zeitalters intensivierten beide Architekten ihre Aktivitäten, sie gestalteten nunmehr auch die Dekorationen zu künstlerisch deutlich weniger ambitionierten Inszenierungen (Komödien, Romanzen, historische Stoffe). Zu den gestalterisch forderndsten Leistungen Herlths und Röhrigs während der frühen 30er Jahre gehören das prunkvolle, historisierende Ausstattungs-Musical Der Kongreß tanzt, die restaurative Fridericus-Verehrung Das Flötenkonzert von Sans-souci und das nicht  minder patriotische Soldatenporträt Yorck, beide Filme aus der Hand von Gustav Ucicky, sowie das China-Märchen Prinzessin Turandot und Ludwig Bergers Komponisten-Biografie Walzerkrieg.
Kurz nach einem Regie-Versuch der beiden Designer – der Märchenfilm Hans im Glück – trennten sich Röhrig und Herlth. Während Robert Herlth weiterhin seine Spitzenkarriere bei recht verschiedenartigen Unterhaltungsproduktionen fortsetzte, arbeitete Röhrig ab 1937 primär für den NS-Propagandisten Karl Ritter und dessen militaristischen Inszenierungen. Arbeiten für andere linientreue Erfolgsregisseure des Dritten Reichs wie Ucicky (Heimkehr) und Veit Harlan (Mein Sohn, der Herr Minister) waren gleichfalls von politisch braunen Untertönen geprägt. Erst in seiner letzten Arbeitsphase gestaltete Röhrig auch pure Unterhaltungsware ohne offensichtliche NS-Botschaften.
1945/1946 war Röhrig in Berlin noch auf der vom Kulturbund zur Demokratischen Erneuerung Deutschlands veranstalteten Ausstellung Bildender Künstler mit der unverkäuflichen Pastellzeichnung Herbstnachmittag vertreten. 
Sein 1923 geborener Sohn Peter Röhrig hat sich nach dem Krieg einen Namen als Architekt bei Film und Fernsehen gemacht.

## Filmografie
- 1919: Die Pest in Florenz
- 1919: Das Cabinet des Dr. Caligari
- 1920: Masken
- 1920: Das lachende Grauen
- 1920: Die Toteninsel
- 1921: Das Geheimnis von Bombay
- 1921: Schloß Vogelöd
- 1921: Der müde Tod
- 1921: Irrende Seelen
- 1921: Pariserinnen
- 1921: Fräulein Julie
- 1922: Luise Millerin
- 1922: Der Graf von Essex
- 1923: Der Schatz
- 1925: Zur Chronik von Grieshuus
- 1924: Der letzte Mann
- 1924: Kaddisch
- 1925: Tartüff
- 1926: Faust
- 1927: Luther – Ein Film der deutschen Reformation
- 1928: Looping the Loop
- 1928: Vier Teufel (4 Devils)
- 1928: Asphalt
- 1929: Die wunderbare Lüge der Nina Petrowna
- 1929: Manolescu
- 1929: Die Nacht nach dem Verrat (The Informer)
- 1929: Der unsterbliche Lump
- 1930: Rosenmontag
- 1930: Hokuspokus
- 1930: Ein Burschenlied aus Heidelberg
- 1930: Das Flötenkonzert von Sans-souci
- 1931: Im Geheimdienst
- 1931: Der kleine Seitensprung
- 1931: Der Kongreß tanzt
- 1931: Yorck
- 1932: Die Gräfin von Monte Christo
- 1932: Mensch ohne Namen
- 1932: Der schwarze Husar
- 1933: Ich und die Kaiserin
- 1933: Saison in Kairo
- 1932: Morgenrot
- 1933: Walzerkrieg
- 1933: Flüchtlinge
- 1934: Die Czardasfürstin
- 1934: Der junge Baron Neuhaus
- 1934: Prinzessin Turandot
- 1935: Barcarole
- 1935: Das Mädchen Johanna
- 1935: Amphitryon
- 1935: Königswalzer
- 1936: Hans im Glück (auch Co-Regie)
- 1936: Savoy-Hotel 217
- 1936: Unter heißem Himmel
- 1937: Mein Sohn, der Herr Minister
- 1937: Patrioten
- 1937: Brillanten
- 1937: Unternehmen Michael
- 1937: Urlaub auf Ehrenwort
- 1938: Capriccio
- 1938: Pour le Mérite
- 1938: Die Hochzeitsreise
- 1939/41: Kadetten
- 1940: Bal paré
- 1940: Über alles in der Welt
- 1941: Heimkehr
- 1942: Rembrandt
- 1942: Liebesgeschichten
- 1942: Der kleine Grenzverkehr
- 1943: Gefährlicher Frühling
- 1944/54: Ein toller Tag
- 1945: Via Mala
- 1945: Die Schenke zur ewigen Liebe (unvollendet)